# Mesopolobus maculipennis
Mesopolobus maculipennis är en stekelart som först beskrevs av Mercet 1923.  Mesopolobus maculipennis ingår i släktet Mesopolobus och familjen puppglanssteklar. Inga underarter finns listade i Catalogue of Life.